# 库尔德芒日
库尔德芒日（法語：Courdemanges，法語發音：[kuʁdəmɑ̃ʒ]）是法国马恩省的一个市镇，位于该省东南部，属于维特里勒弗朗索瓦区。

## 地理
库尔德芒日（48°41'43"N, 4°32'30"E）面积19.16 平方千米，位于法国大東部大區马恩省，该省份为法国东北部内陆省份，北起阿登省，西北接埃纳省，西南接塞纳-马恩省，南至奥布省，东南接上马恩省，东临默兹省。
与库尔德芒日接壤的市镇（或旧市镇、城区）包括：布莱斯-苏萨济利耶尔、沙泰尔罗尔圣卢旺、弗里尼库尔、于龙、安博维尔、勒梅蒂耶尔瑟兰。

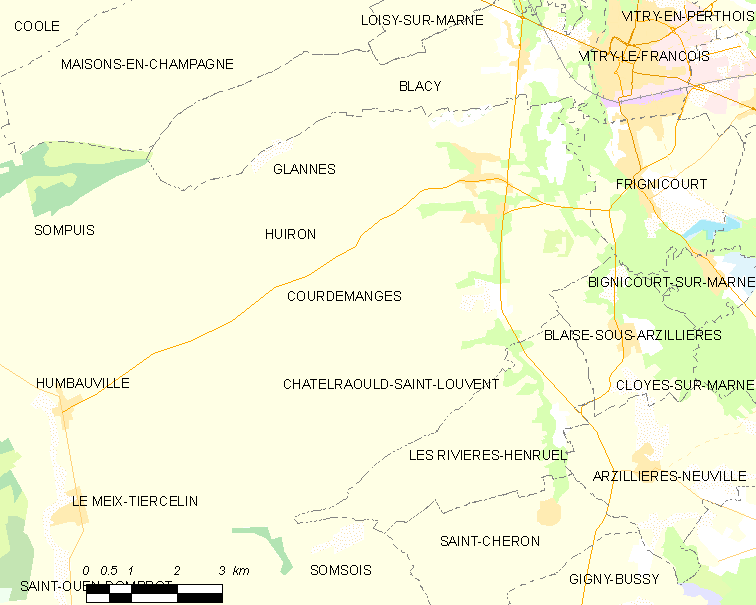
库尔德芒日的OSM定位图

库尔德芒日的时区为UTC+01:00、UTC+02:00（夏令时）。

## 行政
库尔德芒日的邮政编码为51300，INSEE市镇编码为51184。

## 政治
库尔德芒日所属的省级选区为维特里勒弗朗索瓦-香槟-代尔县。

## 人口

1962-2008年间库尔德芒日人口变化图示

库尔德芒日于2022年1月1日时的人口数量为388人。